# Platforma Scitică

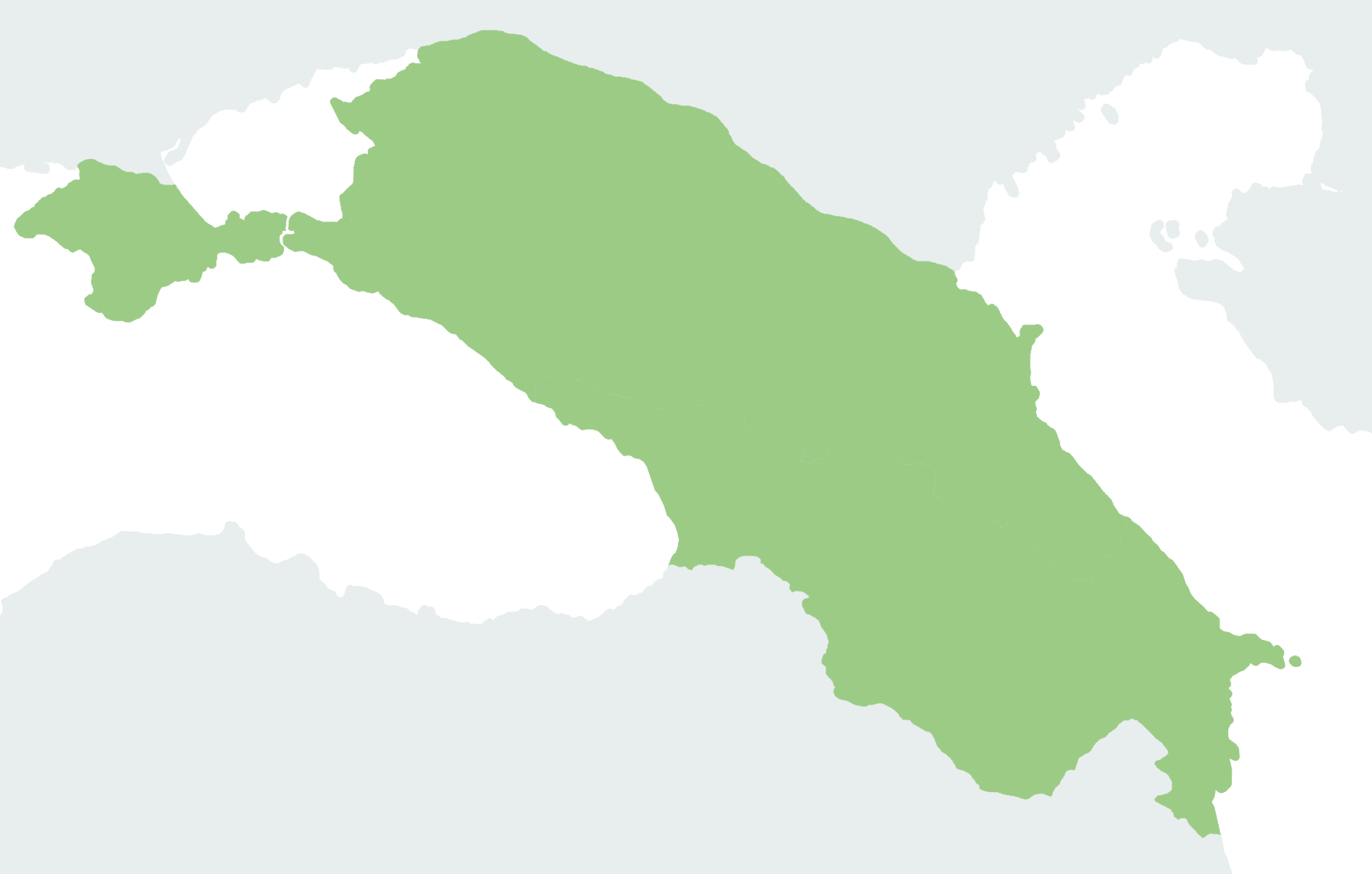
Crimeea și Caucaz

Platforma Scitică (de asemenea Platforma Sarmațiană) se întinde din nordul Caucazului, în sudul Ucrainei (Crimeea), partea de sud a Republicii Moldova, și cea estică a României (sectorul Bârlad). 
Platforma Sarmațiană este o unitate de platformă tipică, cu o cuvertură sedimentară de grosime mare care acoperă un fundament cristalin. Nota specifică a Platformei Scitice în raport cu cea Platforma Moldovenească este imprimată de prezența depozitelor permo-triasice, marea dezvoltare a celor jurasice și continuarea sedimentării. Aceste caracteristici o apropie de Platforma Moesică.
Vârsta Platformei este disputată, deoarece nu există date de cunoaștere directă a fundamentului (acesta nefiind interceptat prin foraje) și interpretarea acesteia s-a făcut pe baza datelor de foraj executate în Platforma Moldovenească și Platforma Moesică. Este acceptat în general că rigidizarea soclului s-a definitivat în ciclurilor orogenetice assyntic-caledonian inferior (Proterozoic superior - Paleozoic inferior) și, în consecință, vârsta platformei este Paleozoicul inferior.